# جو شامبرز
جو شامبرز (بالإنجليزية: Joe Chambers)‏ هو عازف جاز وعازف بيانو أمريكي، ولد في 25 يونيو 1942 في فرجينيا في الولايات المتحدة.

## وصلات خارجية
- الموقع الرسمي
- جو شامبرز على موقع IMDb (الإنجليزية)
- جو شامبرز على موقع ميوزك برينز (الإنجليزية)
- جو شامبرز على موقع أول ميوزيك (الإنجليزية)
- جو شامبرز على موقع ديسكوغز (الإنجليزية)